# Kupfer(II)-arsenit
Kupfer(II)-arsenit ist ein Stoffgemisch aus Kupfersalzen der arsenigen Säure mit der ungefähren chemischen Formel CuHAsO3.
Das Gemenge von normalen und basischen Kupferarseniten wurde erstmals von Carl Wilhelm Scheele im Jahre 1775 aus Kupfersulfat, Arsenik und Natriumcarbonat oder Kaliumcarbonat hergestellt. Die Entdeckung wurde 1778 veröffentlicht, aber die Herstellung verheimlicht. Dies führte zu verschiedenen Varianten mit der ungefähren Zusammensetzung CuHAsO3 bzw. Cu3(AsO3)2·3H2O, von denen eine "verbesserte" 1812 von Parker in England als Patent Grün patentiert wurde. Der Stoff wurde nach seinem Entdecker als Scheeles Grün, aber auch als Mineralgrün, Pariser Grün, Schwedisch Grün, Cuprum arsenicosum bezeichnet. Dieses ist ein gelbgrüner Feststoff, der praktisch unlöslich in Wasser und Ethanol, aber löslich in verdünnten Säuren und einer wässrigen Ammoniaklösung ist. Der Stoff wurde neben Schweinfurter Grün (Kupfer(II)-acetatarsenit) lange Zeit als grünes Farbpigment verwendet.